# Laeta (cràter)
Laeta és un cràter amb coordenades planetocèntriques de 15.05 ° de latitud nord i 330.02 ° de longitud est, sobre la superfície de l'asteroide del cinturó principal (4) Vesta. Fa 1.37 km de diàmetre. El nom adoptat com a oficial per la UAI el cinc de febrer de 2014. i fa referència a una Clodia Laeta, una verge vestal romana.